# Real Madrid C
Real Madrid C je španjolski nogometni klub koji igra u Terceri, trećoj ligi Španjolske. To je drugi rezervni klub madridskog Reala. Utakmice igra na kompleksu Ciudadu. U klubu su uglavnom najtalentiraniji, mladi igrači iz Juvenila.
Osnovani su kao Real Madrid Aficionados (Poklonici) 1952., a u momčadi su igrali amateri. 1960-ih su osvojili osam puta Campeonato de España de Aficionados, a najveći uspjeh kluba je plasiranje u Kup kralja u sezoni 1970./71. Tu su izgubili u drugom kolu od Castille, Realove druge momčadi.
Kako je Španjolski nogometni savez, RFEF, donio zakon da rezervne momčadi ne smiju imati u imenu nikakva dodatna imena, momčad mjenja ime iz Real Madrid Aficionados u Real Madrid C.
U sezoni 1984./85. osvajaju Terceru.

## Vanjske poveznice
- Real Madrid C Službene stranice
- Futbolme team profile